# Proteuxoa euchroa
Proteuxoa euchroa là một loài bướm đêm thuộc họ Noctuidae. Loài này có ở Lãnh thổ Thủ đô Úc, New South Wales, Nam Úc và Tây Úc.